# Blepharellina picta
Blepharellina picta är en tvåvingeart som först beskrevs av Louis-Paul Mesnil 1952.  Blepharellina picta ingår i släktet Blepharellina och familjen parasitflugor.
Artens utbredningsområde är Nigeria. Inga underarter finns listade i Catalogue of Life.